# Turnul lui Marko Kralevici din Višegrad

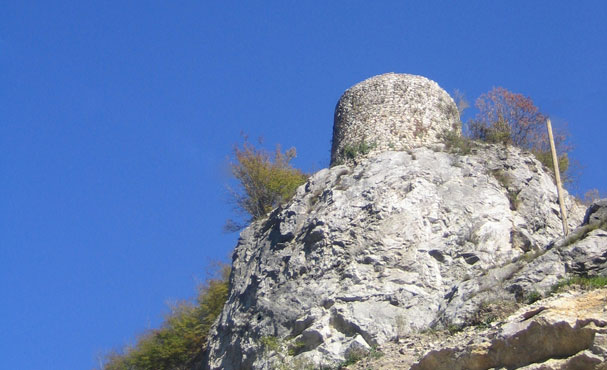
Turnul lui Marko Kralevici

Turnul lui Marko Kralevici (în sârbă Кула Краљевића Марка) este un turn de veghe din piatră care a făcut parte din vechea cetățuie a orașului Višegrad. El este ultima rămășiță a fostei cetățui Pavlovina, care se întindea pe dealul din spatele lui, și se află pe un pinten de stâncă de pe malul drept al râului Drina, în aval de orașul Višegrad, la o distanță de aproximativ 200 de metri de Podul Mehmed Paša Sokolović. Turnul este cunoscut în special datorită legendei relatate de Ivo Andrić în romanul E un pod pe Drina... (1945). 

## Istoric
Cetățuia este cunoscută și sub numele de Orașul Vechi (în sârbă Стари град, cu alfabetul latin: Stari grad) sau Pavlovina (în sârbă Павловина) și a fost folosită în epoca medievală (secolele al XIV-lea și al XV-lea) de familia nobiliară Pavlović, mai precis de voievodul Pavle Radenović și de fiul său, voievodul Radoslav Pavlović, care au locuit în cetățuia Dobrun aflată la aproximativ 15 kilometri distanță. Potrivit unei legende neconfirmate de istorici, aici s-ar fi aflat inițial vatra orașului Višegrad, care ar fi fost mutată mai târziu pe malurile râului Drina. Prima menționare documentară a unei așezări aici a avut loc în anul 1433.
Turnul a fost construit din piatră pe o stâncă abruptă și inaccesibilă și a avut rolul de turn de observație al cetățuii, având vedere asupra defileului râului Drina pe unde treceau caravanele comerciale. Familia Pavlović apăra astfel intrarea în defileu de invadatorii străini și controla, de asemenea, traficul comercial care se făcea în zonă. Turnul avea două etaje și ziduri înalte de de opt metri și groase de doi metri și făcea legătura prin niște galerii secrete largi de un metru atât cu restul cetățuii, cât și cu malul Drinei, pe unde se făcea alimentarea cu apă. Turcii au ocupat cetățuia în anul 1544 și au folosit turnul pe post de temniță. Potrivit celebrului călător turc Evliya Çelebi, marele vizir Mehmed Pașa a construit orașul de jos de pe malul Drinei în jurul anului 1577, iar orașul de jos poartă începînd de atunci numele Višegrad. Cronicile din secolul al XVI-lea menționează existența acestui turn ca singura rămășița a cetățuii. Orașul a rămas în stăpânirea turcilor până la Războiul Sârbo-Turc din 1876-1878.
După Congresul de la Berlin (1878) și anexarea Bosniei de către Austro-Ungaria, interiorul turnului a fost astupat cu pietre pentru a împiedica folosirea lui ca ascunzătoare de către haiducii și răsculații sârbi. Turnul prăbușit al lui Marko Kralevici a fost restaurat în anii 1980, dar după Războiul din Bosnia (1992-1995) au început din nou să se prăbușească bolovani de piatră pe drumul care duce spre satul Dušče și s-a înființat un post de pază pentru a asigura pentru siguranța trecătorilor. Consiliul Local al orașului Višegrad a anunțat Institutul Republicii pentru Protecția Patrimoniului Cultural, Istoric și Natural din Banja Luka, solicitând efectuarea de urgență a unor lucrări de reconstrucție și restaurare a turnului.
Cu scopul de a îmbunătăți oferta turistică a orașului, Primăria orașului Višegrad a amplasat la începutul secolului al XXI-lea o instalație de iluminat pentru ca turnul să fie vizibil de pe drumul național ce trece pe malurile râului Drina.

## Legenda populară a prințului Marko
Scriitorul sârb bosniac Ivo Andrić a relatat o legendă populară cu privire la acest turn în romanul E un pod pe Drina... (1945). Astfel, pe malul drept al Drinei, la poalele turnului, au fost mult timp vizibile rămășițele unor scobituri rotunde în stâncă, pe care localnicii le-au numit întotdeauna „urmele lui Marko”. Acele scobituri ar fi fost făcute, potrivit legendei, de copitele calului Šarac al prințului Marko, atunci când prințul a evadat din temnița aflată în cetățuia veche a orașului și, cum la acea vreme nu exista pod, ar fi sărit călare de pe stâncile lui Butko până pe celălalt mal al Drinei. Musulmanii credeau, dimpotrivă, că scobiturile erau urmele iepei înaripate a eroului legendar Đerzelez Alija, care putea sări peste Drina ca și cum ar sări peste un pârâiaș. Ulterior, la 200 metri în aval de turn, a fost construit între anii 1571 și 1577 Podul Mehmed Paša Sokolović.
Scobiturile în piatră au fost vizibile până la sfârșitul secolului al XIX-lea, când au fost distruse de constructorii căii ferate cu ecartament îngust Sarajevo-Višegrad-Belgrad.

## Legături externe
- Text despre Turnul lui Marko Kraljevic pe site-ul cotidianului Politika